# تاريخ الجمهورية الإسلامية الإيرانية
كان من أعظم التغيرات في الحكومة في تاريخ إيران الحديث قيام الثورة الإسلامية الإيرانية عام 1979، حيث خُلع الشاه محمد رضا بهلوي وحل محله آية الله روح الله الخميني. استُبدلت بالمَلكية الوطنية جمهورية إسلامية قائمة على مبدأ ولاية الفقيه الذي يتولى فيه الفقهاء حكم الدولة وكثيرًا من المناصب الحكومية النافذة. واستُبدلت بالسياسة المؤيدة للغرب ولأمريكا سياسةٌ على مبدأ (لا شرقية ولا غربية) استندت إلى ثلاثة أسس هي: الحجاب الإجباري للنساء، ومعارضة الولايات المتحدة، ومعارضة إسرائيل. واستُبدل بالنظام الرأسمالي سريع التحديث والتطور نظامٌ اقتصادي حضاري شعبي إسلامي.
كان قائد الثورة ومؤسس الجمهورية الإسلامية آية الله روح الله الخميني القائد الأعلى لإيران حتى موته في 1989، ثم خلفه علي خامنئي.

## نزاعات عامة
في خلال فترة حكم الجمهورية الإسلامية، نما تعداد السكان من 39 مليونًا (1980) إلى 81.16 مليون (2017).
بقيت بعض الأشياء كما كانت تحت المَلكية. احتفظت إيران بمكانتها بوصفها قوة إقليمية عظمى أكبر من أي جار من جيرانها الخليجيين، وفيها احتياطي أكبر من الغاز والنفط. من أسس الوحدة الوطنية الإيرانية: تاريخها الطويل بوصفها أمة، وحكومتها المركزية القوية، وعائدات صادراتها النفطية التي درت عليها مقادير «محترمة» من الدخل، والعلم ودخول الجامعات ووفاة حديثي الولادة، والبنية التحتية. استمرت النزعات الحديثة التي كانت تحت حكم الملكية، كالتمدن وزيادة معدلات طلاب التعليم العالي ومعرفة القراءة والكتابة.

### السياسة والحكومة
الجمهورية الإسلامية الإيرانية حكومةٌ دينية إسلامية يقودها قائد أعلى. صدر دستورها عام 1979، وعُدل عام 1989. مذهب الدولة الرسمي هو المذهب الجعفري الأصولي. للجمهورية رئيس منتخَب وحكومة منتخبة على المستويات الوطنية والإقليمية والمحلية يمكن أن يصوت لها الذكور والإناث من عمر 18، ويشرف على هذا الجماعات الدينية الحاكمة، لا سيما مجلس صيانة الدستور الذي يملك قوة الفيتو على قرار تعيين رئيس مجلس الشورى الإسلامي وعلى إمكانية أن تصبح مشاريعه قوانين. ومع ذلك، فإن الأعضاء المنتخبين لهم قوة أكبر من أكفائهم الذين كانوا تحت حكم الشاه.

### الشؤون الخارجية
بعد ثورة 1979 في إيران، عكس النظام الثوري الإسلامي بقيادة آية الله الخميني السياسة الخارجية المؤيدة للغرب التي كان يتبناها النظام الذي أسقطه. منذ ذلك الحين، تراوحت إيران بين الميول الثورية (نشر الثورة الإسلامية ومحاربة الدول غير المسلمة) والميول المصلحية (التنمية الاقتصادية وتطبيع العلاقات الخارجية). أظهرت فتوى الخميني الصادرة عام 1989 بقتل المواطن البريطاني سلمان رشدي، بسبب كتابه المزعوم أنه كُفري «الآيات الشيطانية»، رغبة الإسلاميين الثوريين بالتضحية بالتجارة والعلاقات الأخرى مع الدول الغربية من أجل تهديد مواطنٍ في دولة تبعد أميالًا كثيرة عن إيران. على نقيض ذلك، اتجهت إيران بعد موت الخميني عام 1989 اتجاهًا مصلحيًا مع الرئيسين أكبر هاشمي رفسنجاني ومحمد خاتمي اللذين أقاما علاقات مستقرة مع الغرب ومع الدول المحيطة أيضًا (الدول غير الإسلامية الثورية، كالمملكة العربية السعودية). بعد انتخاب الرئيس محمود أحمدي نجاد عام 2005، عادت إيران إلى موقفها المتشدد شيئًا فشيئًا، لتستعدي الغرب والدول المحيطة وتحارب من أجل السيطرة على المنطقة.
كان من النتائج المباشرة للثورة الإيرانية نشوب حرب الخليج الأولى بين إيران وجارتها العراق في عهد حكم صدام حسين بعد أن شن هجومًا عسكريًا عليها في الثمانينيات. وبوجود معظم التأييد الخارجي في صف العراق، أُجبرت إيران على قبول وقف إطلاق النار عام 1988. بقيت التوترات مع العراق فترة طويلة بعد الحرب، ولم تتحسن علاقة العراق بإيران حتى مات صدام حسين.
أسست الجمهورية الإسلامية الجماعة اللبنانية المقاومة حزب الله ودعمتها، وكان قادة هذه الجماعة أتباعًا للخميني. كان تأسيس حزب الله وتمويله من إيران ردًا على الاحتلال الإسرائيلي لأجزاءً من لبنان. منذ ذلك الحين، خدم حزب الله وخلف إيران في حربها ضد أمريكا وإسرائيل. يصف الكاتب أوليفر روي الجمهورية الإسلامية بأنها «فقدت معظم مؤيديها من الشيعة غير الإيرانيين»، وضرب أمثلة منها اعتقال ابنين لآية الله العظمى الشيرازي في قُم عام 1995، وهو القائد الروحي لشيعة البحرين، والتعاون بين الحزب الشيعي الأفغاني «وحدت» والجيش الأمريكي بعد نوفمبر 2001.
تدعم الجمهورية الإسلامية الإيرانية القضية الفلسطينية بقوة. تذهب المساعدات الحكومية إلى كل شيء من المستشفيات حتى الإمدادات العسكرية. يتمثل هذا الدعم بالدعاية الإعلامية القوية، و«يوم القدس»، والساحات والشوارع المسماة فلسطين في المدن الإيرانية. يتساءل البعض هل لهذه القضية دعم شعبي، محتجين بأن «الإيرانيين فاقدون للعلاقات الحضارية مع الفلسطينيين»، أو أن هذا الدعم يكلف أكثر من فرصة جدواه، بالمقارنة مع التعايش السلمي.

### التنمية البشرية
على الرغم من الركود الاقتصادي، فإن مؤشر التنمية البشرية لإيران (الذي يشمل طول العمر، ومعرفة القراءة والكتابة، والتعليم، وأسس العيش) تحسن كثيرًا في السنين التي تلت الثورة، صاعدًا من 0.596 في عام 1980 إلى 0.759 في عامي 2007-2008. تأتي إيران اليوم في المرتبة 94 من 177 دولة قدمت معطيات. يكافئ هذا تقريبًا المعدل التركي (0.775). من العوامل في صعود مؤشر التنمية البشرية معرفة القراءة والكتابة بين النساء الإيرانيات، إذ ارتفعت من 28% في عام 1976 إلى 80% في عام 1996.
مع أن نظام الشاه أسس فرقًا ناجحة وشائعة لمحو الأمية وعمل على رفع معدلات معرفة القراءة والكتابة، فإن الجمهورية الإسلامية أسست إصلاحاتها التعليمية على أسس إسلامية. استُبدلت منظمة حركة معرفة القراءة والكتابة بفرق محو الأمية بعد الثورة، ويُعزى إليها كثير من النجاح الإيراني المستمر في محو الأمية التي هبطت معدلاتها من 52.5% عام 1976 إلى 24% في الإحصاء الأخير عام 2002. أسست هذه الحركة أكثر من ألفَي مركز تعليم مجتمعي في البلد، ونشرت فيها 55 ألف معلم، ونشرت 300 كتاب ودليل سهل القراءة، وقدمت دروس محو الأمية لملايين الناس من رجال ونساء. يعني هذا النمو في معرفة القراءة والكتابة أنه «لأول مرة في التاريخ، صار يمكن لمعظم الشعب، بمن فيه من الأذريين والأكراد والجيلكيين والمزندرانيين، أن يتناقشوا ويقرؤوا بالفارسية».
في مجال الصحة، انخفضت معدلات موت الأطفال والأمهات انخفاضًا كبيرًا. انخفضت معدلات موت الأطفال في كل ألف من 104 إلى 25.
تحسنت الظروف خصوصًا في الأرياف. إن جهاد إعادة الإعمار «وسع الطرق، ووفر الكهرباء، وأوصل المياه، وأوصل -بشكل أهم من ذلك كله- العيادات إلى القرى، ليحول الفلاحين إلى مزارعين. وقريبًا من ذلك، صار في متناول المزارعين الطرق والمدارس وأجهزة الراديو والبرادات والهواتف والتلفزيونات والدراجات النارية والشاحنات الصغيرة. بعد الثورة، ارتفع متوقع الأعمار عند الولادة الذي كان 56 في نهاية القرن، فصار 70.

### الفساد
يشكل الفساد مشكلة في الجمهورية الإسلامية الإيرانية كغيرها من البلدان النامية.
صارت الرشوة في إيران أكبر أجزاء العقود بين الشركات، وكثير من المعاملات الأخرى كذلك. يسميها الإيرانيون «دهن الشارب»، وكانت تُستعمل كثيرًا قبل الثورة، ولكنها كانت عادة دفعة واحدة بمقدار معلوم. بعد عقدين من الثورة، صارت أصغر الخدمات تطلب الرشى من عدة أطراف مختلفة.

### الهجرة
تشتكي تقارير الصحفيين من أنه «في هذه الأيام، إذا ابتسمت الحياة لطالبٍ فدرسَ في الغرب، فإنه قلما يعود إلى الوطن. فالأعمال الجيدة قليلة جدًا للناس جميعًا، من الطلاب حتى المهندسين الكهول الذين يبحثون عن سبيل للخروج». يُقدر العدد بـ«مليونين إلى أربعة ملايين رئيس شركة ومهني وتقني وحرفي هاجروا برؤوس أموالهم» بعد الثورة. يُقدر أن هجرة العقول هذه قد أخسرت إيران نحو 80 إلى 120 مليار دولار، وحتى الأرقام الأقل من هذه تعلو على إجمالي عائدات النفط الإيراني في 1989-1993.
تُعد الهجرة من إيران، التي بدأت بالشباب الذكور الهاربين من حرب العراق وإيران، سمةً تظهر استياء الإيرانيين من الجمهورية الإسلامية. ذكرت شيرين عبادي، «لكنك إذا سألت معظم الإيرانيين عن أمر مظالمهم عند الجمهورية الإسلامية، فإنها إبعادهم عن أُسَرهم، هل هدأ الثوريين أصوليتهم الوحشية؟ ألم يستبدلوا بنظام الشاه نظامًا سبب هجرة جماعية؟ أما أسرهم فقد بقيت متماسكة».